# ليام بانكس
ليام بانكس (3 يونيو 1999 في المملكة المتحدة - ) (بالإنجليزية: Liam Banks)‏ هو لاعب كريكت بريطاني. لعب مع نادي وارويكشاير للكريكيت ‏.

## وصلات خارجية
- ليام بانكس على موقع إي آس بي آن كريك إنفو (الإنجليزية)